# Torre per capre

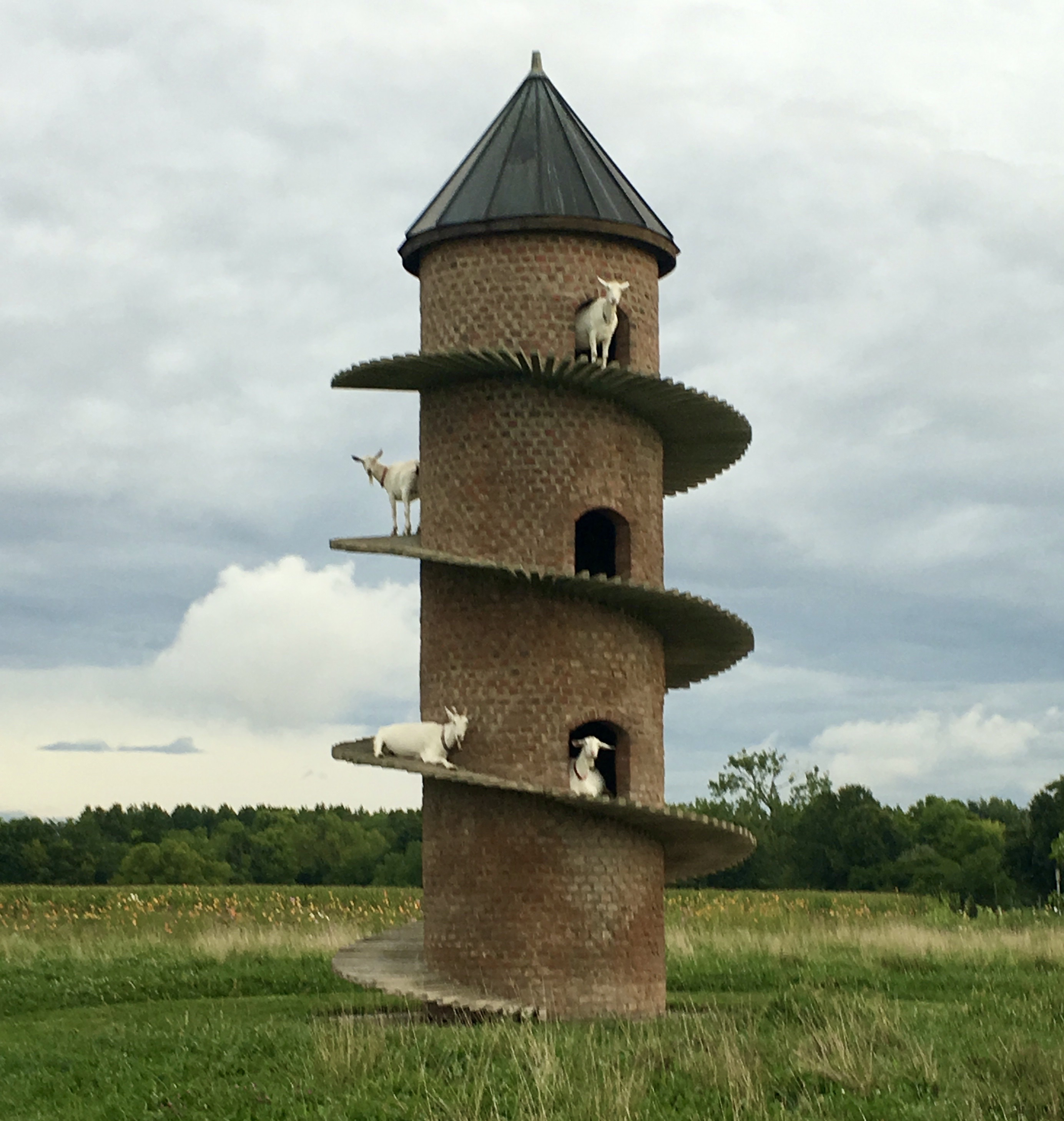
Una torre per capre in Illinois, Stati Uniti

Una torre per capre è una casa decorativa a più piani, modellata come capriccio architettonico europeo, impiegata per ospitare greggi di ovini. Un primo esempio di torre è stata costruita in Portogallo nel XIX secolo. Esse sono in genere a più piani con rampe a spirale all'esterno e spesso diventano attrazioni turistiche.
La prima torre per capre è stata costruita ad Aveleda, in un'azienda vinicola nella regione portoghese del Vinho Verde. Dal 1981, diverse torri sono state costruite in giro per il mondo.

## Storia

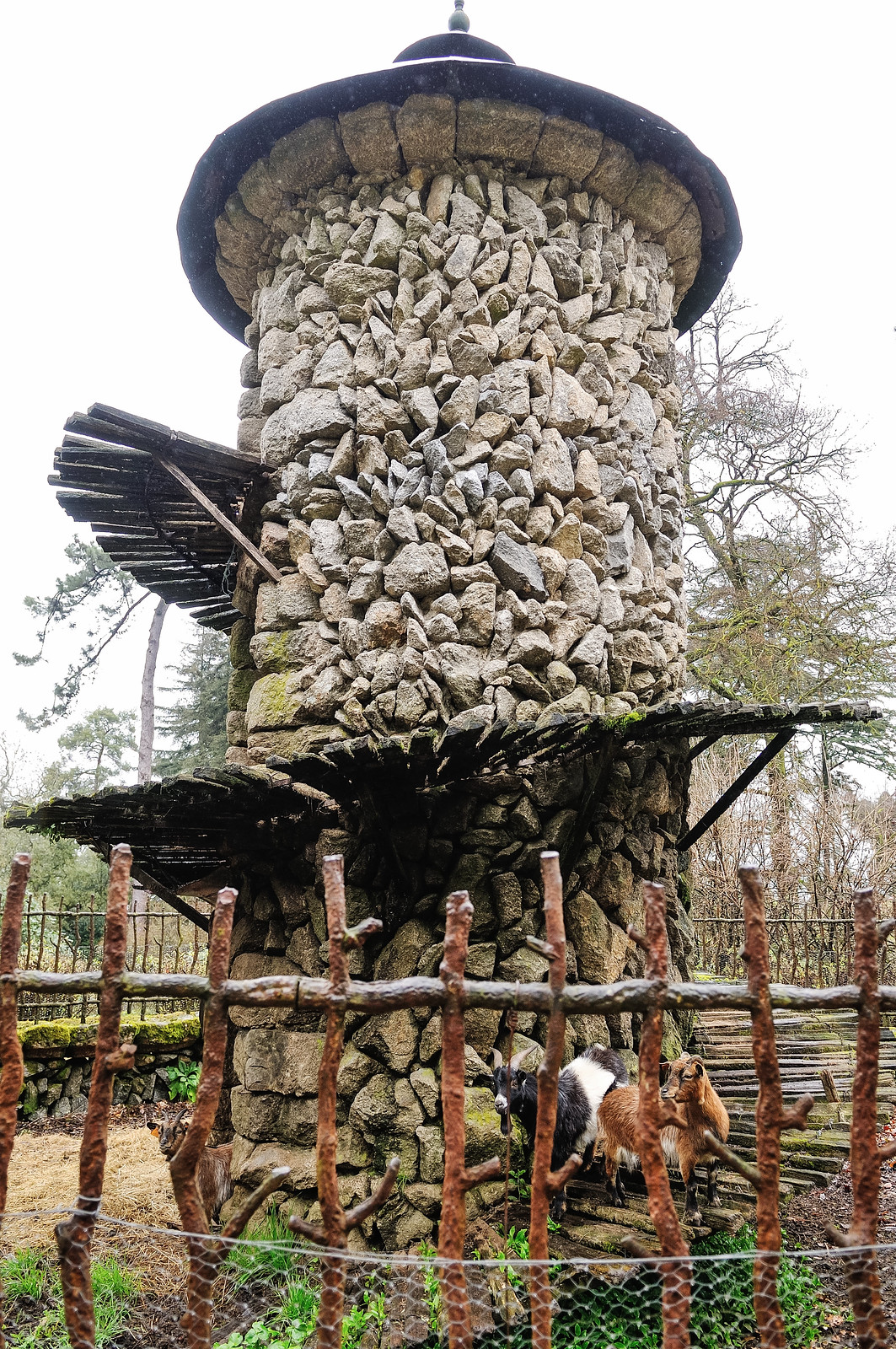
Torre das Cabras ad Aveleda, vicino a Penafiel, in Portogallo

La prima torre per capre fu costruita in Portogallo nel XIX secolo e modellata come capriccio. Conosciuta come Torre das Cabras (Torre delle capre), fu costruita da Fernando Guedes da Silva da Fonseca (1871-1946) ad Aveleda, vicino a Penafiel, per una delle più antiche cantine della regione del Vinho Verde in Portogallo. La torre ha tre piani con muri totalmente in pietra e una rampa in legno a spirale rivolta verso destra (sale in senso antiorario), ed è una delle numerose follie nella tenuta della cantina, da cui prende il nome "Follies". Ognuna delle follie, come la torre per capre, la finestra in stile manuelino, la casa da tè, la fontana delle quattro sorelle e la casa di guardia, è rappresentata nelle etichette dei vini della cantina.
Secondo Francisco Guedes Almeida, un membro della famiglia Guedes (che possiede la cantina da tredici generazioni), la torre per capre e le altre follie della tenuta sono "sogni artistici a occhi aperti senza una spiegazione funzionale" costruiti da vari suoi antenati; uno "pensava che le capre non appartenessero alla pianura... così costruirono la torre per capre, in modo che potessero avere una montagna". La torre simboleggia la fertilità e l'abbondanza.
Secondo Almeida, egli stava viaggiando in Sudafrica e gli capitò di imbattersi in un'altra torre di capre. Chiamò uno zio per raccontarglielo. Suo zio gli disse: "Sei a Fairview" e raccontò la storia di una visita degli anni '60 da un enologo della cantina Fairview in Sudafrica il quale aveva visto la torre di capre di Aveleda, ne fu ispirato e scrisse alla famiglia Guedes per chiedere il permesso di costruirne una.

## Esempi
Fairview costruì la sua torre per capre nel 1981, dopo che il figlio del suo proprietario visitò Aveleda e vide la sua torre.
La torre è usata dal gregge di capre della cantina, composto da 750 capre Saanen, una razza di capre di montagna svizzera. La torre ha due piani ed è costruita di mattoni e malta. Ha un tetto in metallo molto inclinato e una rampa a spirale in legno che la circonda. È un'attrazione turistica nella zona di Cape Winelands.
La cantina usa delle immagini della torre e delle capre nei suoi marchi, chiamando un vino "Goats do Roam", un gioco di parole su Côtes du Rhône, e un altro Goat Roti, un gioco di parole su Côte Rôtie. I nomi sono stati visti come un commento dispregiativo sul concetto di terroir, che postula che fattori ambientali unici influenzano i prodotti agricoli come l'uva in modi che impediscono di chiamare con lo stesso nome due vini prodotti da uve identiche coltivate in aree diverse. Un articolo del 2004 sulla rivista Decanter afferma che il nome aveva "irritato il creatore e protettore del terroir francese, l'INAO (Institut National des Appellations d’Origine)", il quale temeva che "alcuni americani potessero non accorgersi della differenza tra i vini".
La torre Fairview stessa ne ha ispirate altre: nel 1998, nonostante non possedessero capre, gli agricoltori dell'Illinois David e Marcia Johnson costruirono una torre per capre alta 31 piedi (9,4 m) e di diametro 8 piedi (2,4 m) nella Contea di Shelby, vicino a Findlay, in Illinois, dopo aver letto un articolo sulla torre Fairview sulla rivista Decanter. La torre è stata costruita con 5 000 mattoni fatti a mano e ha 276 gradini fatti di lastre di cemento rinforzate con tondini di ferro. Ha sei piani. I Johnson chiamano la loro struttura "La Torre di Baaa". Nel 2000, i Johnson hanno acquistato 11 capre Saanen, e la torre ora è utilizzata dal loro gregge; Johnson afferma: "Le capre sono gli animali più curiosi del mondo, quindi usano molto la torre. Vanno e vengono, incrociandosi sulla rampa." La fattoria dei Johnson, ora chiamata Goat Tower Farm, è diventata un'attrazione turistica e ha attirato visitatori provenienti addirittura dalla Polonia e dalla Costa Rica.

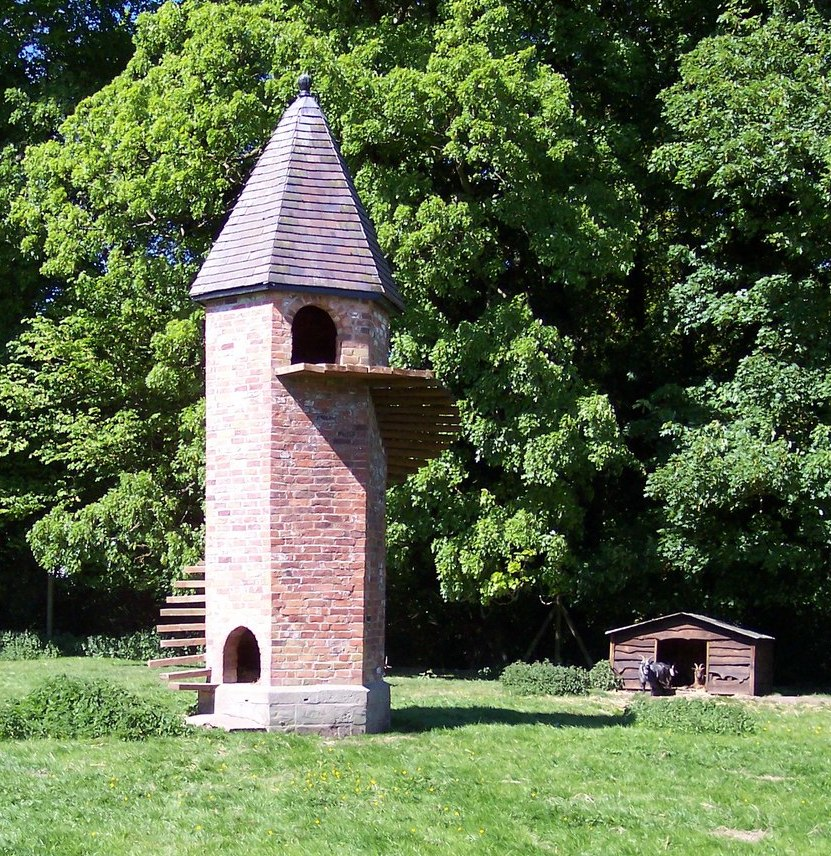
La torre per capre nei giardini del Castello di Cholmondeley nel Cheshire

Ekeby, un'azienda agricola lattiero-casearia a Moss, in Norvegia, di proprietà di Finn-Erik Blakstad, ha costruito una torre basata sulla torre Fairview e ne utilizza le immagini per pubblicizzarsi.
Nel 2010, Finca el Rocío, un allevamento di capre nella Valle de Calamuchita a Mendoza, in Argentina, ha costruito una torre per capre per il suo gregge di capre anglo-nubiane. La torre, chiamata Torre de Cabras, è stata ispirata da quella dalla cantina vinicola Fairview ed è stata costruita riutilizzando i progetti della cantina. Nel tempo è diventata un'attrazione turistica.
La Hampton Roads Winery di Surry, in Virginia, sostiene di aver costruito a 34 piedi (10 m) di altezza la torre per capre più alta del mondo per ospitare il suo gregge di capre nane nigeriane dopo aver letto della torre di Fairview. La cantina ha una gamma di vini che prendono il nome dalla torre.
Altri esempi includono i giardini del Castello di Cholmondeley, nel Cheshire (Regno Unito), che ha una torre per capre per il loro gregge di capre pigmee nell'area dei recinti e una torre di capre costruita nell'area dei posti a sedere all'aperto del bar Silky O'Sullivan's in Beale Street a Memphis, nel Tennessee, dove a volte i clienti condividono la loro birra con le capre. In uno zoo per bambini di capre a Waunakee, in Wisconsin, una torre per capre in acciaio costruita dalla Endres Manufacturing Company è stata progettata in stile bavarese per abbinarsi agli altri edifici della zona.
Nel 2018, i proprietari Darin e Maggie Duvall della Henly Hills Farm a Dripping Springs, in Texas, hanno costruito una torre per capre a tre piani per il loro gregge di capre recuperato. La torre per capre della Fairview Winery in Sudafrica ha ispirato quella di Henly Hills, costruita a mano con blocchi di cemento e muratura. Ha un tetto metallico spiovente e blocchi di legno fungono da gradini per salire sulle piattaforme della torre.
Nel 2019, lo Zoo del Maryland ha costruito una struttura che permettesse al loro gregge di capre di arrampicarsi, chiamandola "castello delle capre".

## Ricezione
Nel 2014, il periodico Modern Farmer ha definito le torri per capre "un'idea che ha fatto il suo tempo". Da almeno il 2009, le torri sono diventate un meme virale.